# World Games 2025/Teilnehmer (Georgien)
| Gelbes Symbol für Goldmedaillen mit stilisierten Olympischen Ringen | Graues Symbol für Silbermedaillen mit stilisierten Olympischen Ringen | Braundes Symbol für Bronzemedaillen mit stilisierten Olympischen Ringen |
| ------------------------------------------------------------------- | --------------------------------------------------------------------- | ----------------------------------------------------------------------- |
| 1                                                                   | —                                                                     | —                                                                       |

Georgien nahm an den World Games 2025 mit einem Athleten teil.

## Medaillen

### Medaillenspiegel
| Rang   | Sportart       | Gold | Silber | Bronze | Gesamt |
| ------ | -------------- | ---- | ------ | ------ | ------ |
| 1      | Kraftdreikampf | 1    | —      | —      | 1      |
| Gesamt | Gesamt         | 1    | 0      | 0      | 1      |

### Medaillengewinner
| Name/n            | Sportart       | Wettkampf          |
| ----------------- | -------------- | ------------------ |
| Gold              |                |                    |
| Temur Samcharadse | Kraftdreikampf | Superschwergewicht |

## Teilnehmer nach Sportarten

### Kraftdreikampf
| Athleten          | Wettbewerb         | Gewicht    | Gewicht     | Gewicht    | Gesamt   | Gesamt | Rang |
| Athleten          | Wettbewerb         | Kniebeugen | Bankdrücken | Kreuzheben | Gewicht  | Punkte | Rang |
| ----------------- | ------------------ | ---------- | ----------- | ---------- | -------- | ------ | ---- |
| Männer            |                    |            |             |            |          |        |      |
| Temur Samcharadse | Superschwergewicht | 370,0 kg   | 225,0 kg    | 395,0 kg   | 990,0 kg | 110,93 | Gold |